# Эхидо-Бенито-Хуарес
Эхидо-Бенито-Хуарес (исп. Ejido Benito Juárez) — посёлок в Мексике, штат Чиуауа, входит в состав муниципалитета Буэнавентура. Численность населения, по данным переписи 2010 года, составила 5778 человек.

## Общие сведения
Поселение было основано на остатках асьенды Дель-Кармен и латифундии Луис-Террасас после победы в мексиканское революции. Основное развитие оно получило после строительства плотины Лас-Лахас.